# Diplectronella taprobanes
Diplectronella taprobanes är en nattsländeart som först beskrevs av Hagen 1858.  Diplectronella taprobanes ingår i släktet Diplectronella och familjen ryssjenattsländor. Inga underarter finns listade i Catalogue of Life.